# Geodia australis
Geodia australis är en svampdjursart som beskrevs av Da Silva och Mothes 2000. Geodia australis ingår i släktet Geodia och familjen Geodiidae.
Artens utbredningsområde är havet utanför Brasilien. Inga underarter finns listade i Catalogue of Life.